# Emblemaria hudsoni
Emblemaria hudsoni is een straalvinnige vissensoort uit de familie van snoekslijmvissen (Chaenopsidae). De wetenschappelijke naam van de soort is voor het eerst geldig gepubliceerd in 1917 door Evermann & Radcliffe.